# Лавис
Лавис (итал. Lavis) је насеље у Италији у округу Тренто, региону Трентино-Јужни Тирол.
Према процени из 2011. у насељу је живело 6404 становника. Насеље се налази на надморској висини од 229 м.

## Становништво
| 1931. | 1936. | 1951. | 1961. | 1971. | 1981. | 1991. | 2001. | 2011. |
| ----- | ----- | ----- | ----- | ----- | ----- | ----- | ----- | ----- |
| 3.767 | 3.695 | 4.206 | 4.477 | 5.390 | 6.309 | 6.657 | 7.591 | 8.636 |

## Партнерски градови
- Форххајм